# 通用商標
通用商标，类似通用名称，不同的是后者一般用于区别不同种类的商品（如「电脑」），而前者则多指由著名商标转化而成的通用名称。通用商标不再具有显著性和代表性，不能代表某一个品牌的商品，不能继续用作商标。如「Aspirin」（阿司匹林），一般不獲承认为商标，而視為一种药物的统称。又如「Yoyo」（搖搖），现在作为「溜溜球」的统称。因为Google的名声，“Google”一个事物做动词表示的是“使用Google搜尋引擎服務來查詢某事物”，它还有广义的“在网路上查找某事物”的意思。Google官方并不鼓励这种滥用他们公司名字的习惯，因为它可能会导致Google变成一个通用商标名。類似情況還有中國大陸的「百度一下」。

## 近代著名例子
- 超人，DC漫畫旗下超級英雄，超人胸口的S徽章，紅色披風，藍色緊身衣常被認為是超級英雄的統一代表印象。
- 席梦思，一度成爲彈簧床墊的代稱。
- 吉普車，在中文及英文中都成为越野车的代名词。
- AA 膠︰日本東亞合成公司的一種瞬間粘合劑 Aron Alpla，在香港市場使用的別名。
- Sign Pen︰Pentel 發明一種筆尖軟而吸水, 容易使用的書寫工具。
- Transflash︰摩托羅拉公司發明應用於手提無線電話上的存儲卡，採用完全兼容於SD卡之標準，後被SD卡協會歸納並易名為 microSD。中文中常以“TF卡”指代microSD。
- 凡士林：聯合利華所生產的石化製膠狀物，為清潔用品、除臭用品、潤膚霜與潤滑劑。现在中英文中用于描述一切仿制物品。
- 蔻丹：美国Cutex（英语：Cutex）公司生产的指甲油。
- 邦迪，在英文和中国中文都变成创可贴的代名词。
- Photoshop，在英文和中文（“PS”、“P图”）中都成为修图的代名词。[5][6][7]

### 飲食
- 香檳，從法國香檳地區的葡萄酒一度成爲起泡酒的代稱。
- 公仔麵︰香港永南食品有限公司出售的其中一種包裝快熟即食麵。

### 药品
- 阿司匹林，原为拜耳公司商标，现今在全球都只是指代乙酰水杨酸这一化学物质。
- 华法林，原为老鼠药商品名，现今在各种语言中为苄丙酮香豆素（无论是毒用还是医用）的代名词。
- 海洛因，同样原为拜耳商标，已成为“二乙酰吗啡”的俗名。

### 電子產品
- 大哥大：1990年代一度成爲行動電話的代稱。
- 小靈通：中國電信推出的PHS移動通訊服務。在中国大陆成为PHS移动电话的通称。[8][9]
- 藍牙︰瑞典愛立信公司發明並註冊的一種無線射頻通訊技術，普遍應用於個人流動通訊裝置，現已取得IEEE標準。

### 仅在外语中为通用商标
- Velcro，在英文中变为尼龙搭扣的代名词。
- Xerox，該詞原是施樂公司的英文名，但由於其影印機極其有名，導致其在英語中成爲了影印機（亦可作爲動詞，表示「影印」）的代名詞。[10][11][12]